# Palazzo dei Papi (Viterbo)
Il Palazzo dei Papi - chiamato comunemente Palazzo Papale - di Viterbo è, insieme al Duomo, il più importante monumento storico della città. 
Esso fu eretto nella forma attuale ampliando il palazzo sede della Curia vescovile della città allorché papa Alessandro IV (1199 circa  – 1261, papa dal 1254), a causa dell'ostilità del popolo e dei nobili romani capitanati dal senatore Brancaleone degli Andalò, trasferì la sede della Curia pontificia nel 1257 a Viterbo. 
L'ampliamento fu disposto e curato dal Capitano del Popolo Raniero Gatti, appartenente ad un'influente famiglia cittadina. Egli fece costruire tra l'altro, con il consenso di papa Clemente IV, una grande sala per le udienze nota oggi con il nome di "Aula (o Sala) del Conclave" per il fatto di aver ospitato il primo e più lungo conclave della storia, cioè quello del 1268-1271, durato 1006 giorni.
Notevole anche la "Loggia delle benedizioni" (più nota come "Loggia dei Papi"), dall'architettura elegante ed armoniosa, eretta nel 1267 per volontà del Capitano del Popolo Andrea Gatti, durante il pontificato dello stesso papa Clemente IV, che amò tanto la città di Viterbo, e dai viterbesi fu ricambiato di pari amore, tanto che, alla sua morte, ne richiesero a gran voce la beatificazione.
La caduta di parte di un'ala del palazzo, da poco costruita ed avvenuta l'11 maggio 1277, ferì mortalmente papa Giovanni XXI. La visita del Palazzo è possibile rivolgendosi presso il Museo del Colle del Duomo di Viterbo. Il palazzo fa parte del polo monumentale del Colle del Duomo di Viterbo.

## Descrizione

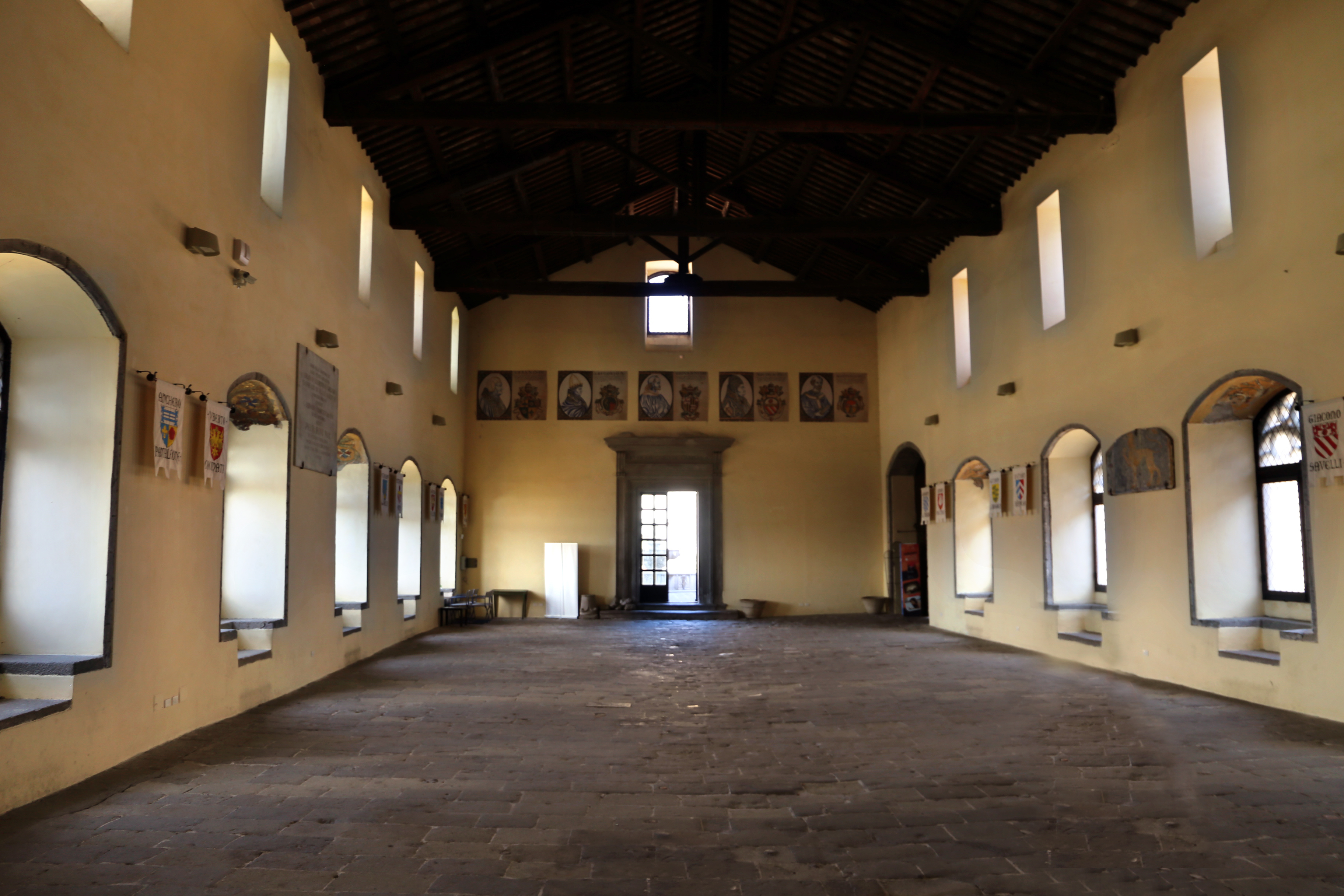
La "Sala del conclave" del palazzo dei Papi di Viterbo

Il Palazzo è una costruzione massiccia che, dal lato opposto alla piazza, strapiomba con possenti contrafforti sulla valle di FAUL. Esso termina alla destra con la imponente "Sala del Conclave", che si affaccia sulla piazza con sei finestre bifore sormontate da altrettante a feritoia (la stessa struttura si presenta dal lato opposto, sulla valle FAUL). L'accesso alla sala avviene dalla piazza tramite un'ampia scalinata, terminata nel 1267, che conduce ad un portale con volta a tutto sesto, sormontata dallo stemma di San Bernardino e da una mensola reggente la statua di un piccolo leone. Fra il colmo dell'arco del portale e la mensola è posta, incorniciata, una lapide quadra in memoria di Raniero Gatti.
La facciata del Palazzo è ornata di merlature rettangolari, poste esattamente al fondo della falda del tetto. Accanto al portale è sita un'apertura più modesta, anch'essa con volta a tutto sesto, cui si accede da un ballatoio e che tramite una cancellata dà accesso diretto al balcone della loggia, proprio accanto all'uscita della Sala del Conclave sulla loggia. La scalinata è retta da un arco a sesto acuto al di sotto del quale si accede ad una sala che è sita esattamente sotto quella del Conclave.

## La loggia

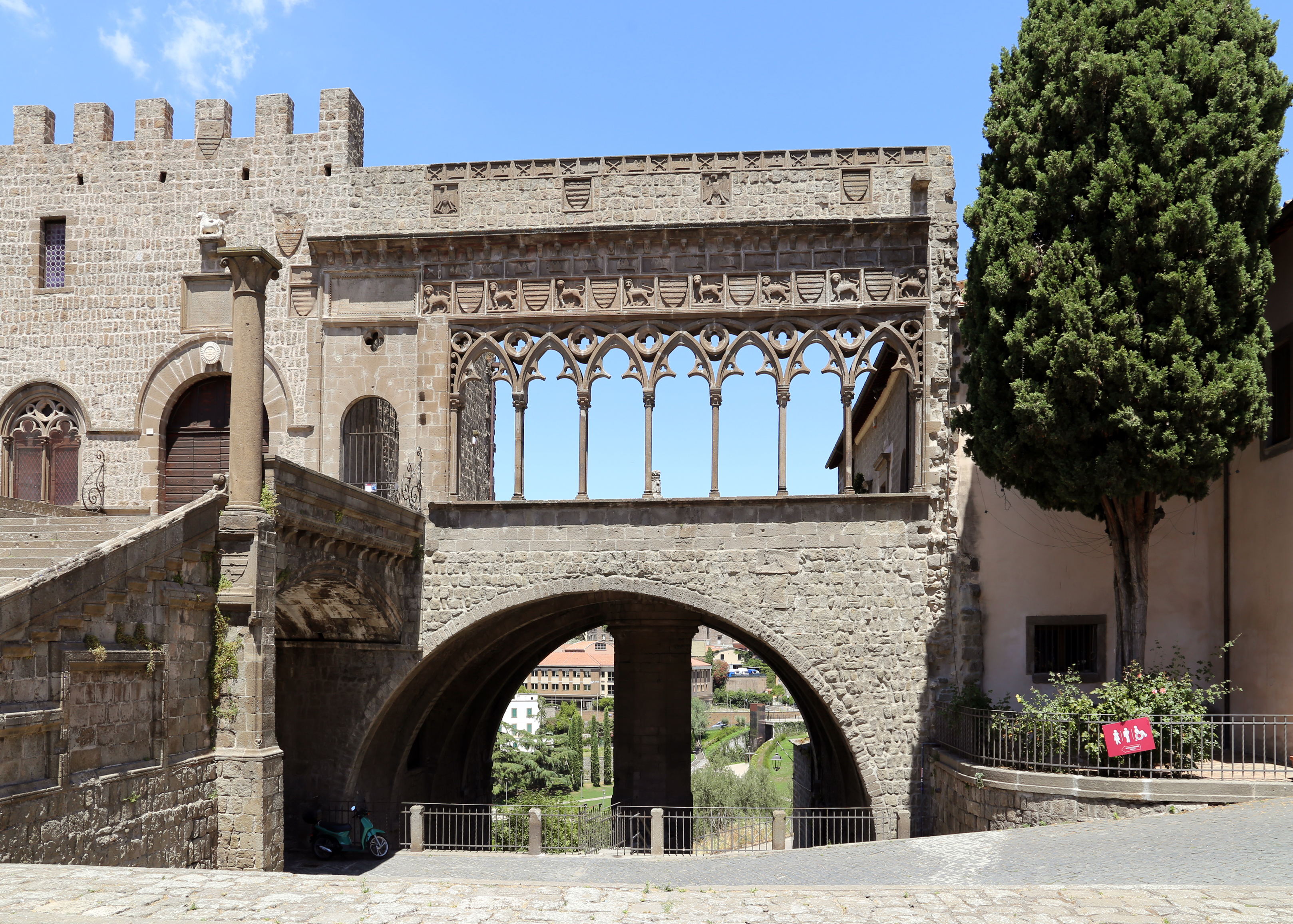
La loggia del Palazzo dei Papi dalla piazza San Lorenzo

La loggia, detta "delle Benedizioni" (ad essa si affacciava il Papa uscendo dalla Sala del Conclave), si apre sul lato della piazza con un gioco di archi sorretti da slanciate colonnine. 
Al centro si contano tre archi a tutto sesto ed ai lati due mezzi archi, terminanti al colmo con i muri rispettivamente del Palazzo (sinistra) e della curia (destra). A questi se ne intrecciano altri tre, per cui l'effetto è quello di sette aperture a sesto acuto poggianti su sei colonnine, con archi trilobati. Lungo tutta la parte superiore degli archi corre una trabeazione la cui fascia inferiore è arricchita da formelle quadrate recanti simboli cittadini, imperiali e papali. La parte piana della loggia è costituita da un ballatoio al centro del quale è posta una fontana del XV secolo, ornata al bordo del catino con simboli della famiglia Gatti. 
Sul catino insiste una vasca superiore coronata di getti a forma di testa di leone e sormontata al centro da un pinnacolo. La loggia è sostenuta da due archi a sesto ribassato e da un enorme pilastro a sezione ottagonale. Anche la parte della loggia opposta alla piazza era originariamente dotata di identica fuga di archi e colonnine, struttura che sorreggeva insieme alla facciata che prospetta sulla piazza, un tetto. Nel 1325 tetto e struttura ad archi lato Valle di FAUL crollarono e da allora il ballatoio della loggia è a cielo aperto.

## Papi residenti in Viterbo
- Alessandro IV, papa dal 1254 al 1261 (stabilmente a Viterbo dal 1257);
- Urbano IV, papa dal 1261 al 1264 (divise la sua residenza tra Orvieto e Viterbo);
- Clemente IV, papa dal 1265 al 1268, (visse questo periodo quasi sempre a Viterbo);
- Gregorio X, papa dal 1271 al 1276[4] (Gregorio X fu a Viterbo in realtà poco più di un mese, tra il febbraio ed il marzo 1272);
- Innocenzo V, papa dal 21 gennaio al 22 giugno 1276 (si fermò a Viterbo una quindicina di giorni, poco dopo la sua elezione, e vi incontrò Carlo d'Angiò);
- Adriano V, papa dall'11 luglio 1276 al 18 agosto 1276 (trascorse quasi tutto il suo breve pontificato nel convento accanto alla Chiesa di San Francesco alla Rocca);
- Giovanni XXI, papa dal 15 settembre 1276 al 20 maggio 1277(fu quasi sempre a Viterbo);
- Niccolò III, papa dal 1277 al 1280 (si divise tra Viterbo, Roma e Soriano nel Cimino);
- Martino IV, eletto il 22 febbraio 1281 (abbandonò Viterbo subito dopo l'elezione).

Martino IV, al secolo Simon de Brion, fu l'ultimo papa del periodo "viterbese". Eletto dopo un lungo (sei mesi) e travagliato conclave (il Capitano del popolo di Viterbo, Annibaldo Annibaldi, aderente alla fazione angioina, era intervenuto nel conclave arrestando due cardinali ed impedendo al cardinale protodiacono Matteo Rubeo Orsini di parteciparvi), fu incoronato a Orvieto, causa l'ostilità dei romani ad un papa francese, e decretò l'abbandono di Viterbo, come sede papale, proprio a causa delle pesanti intromissioni dei potenti della città nel conclave che lo aveva eletto. La sede papale non tornò mai più in questa città.

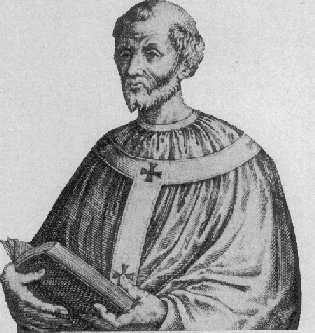
Alessandro IV
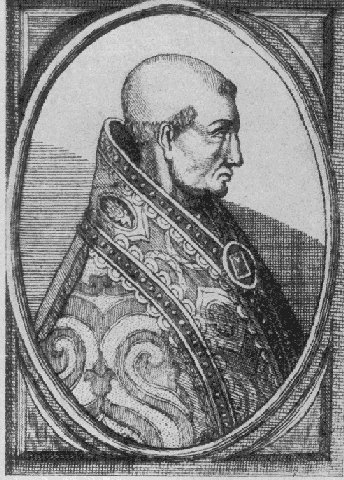
Urbano IV
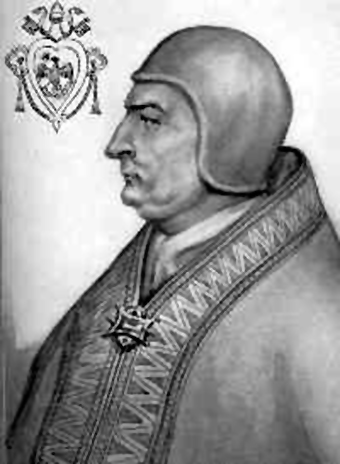
Clemente IV
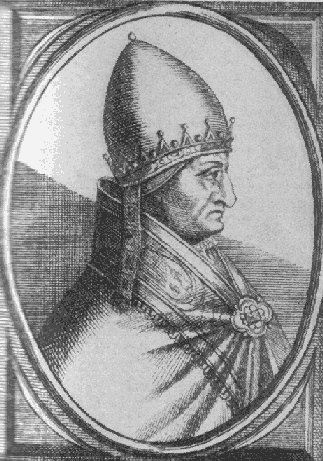
Gregorio X
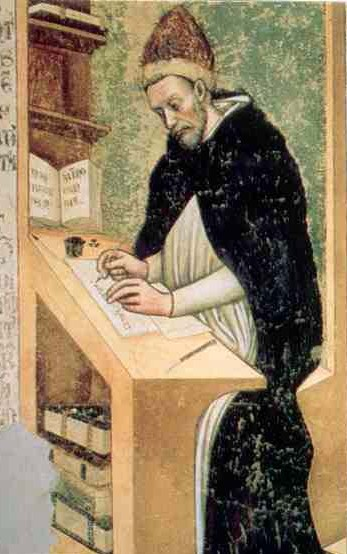
Innocenzo V
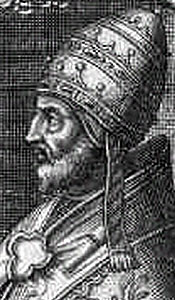
Adriano V
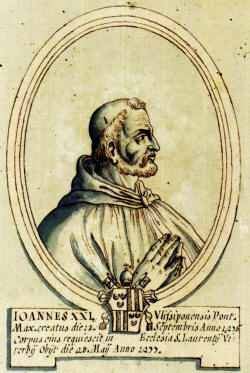
Giovanni XXI
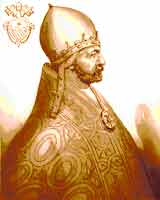
Niccolò III
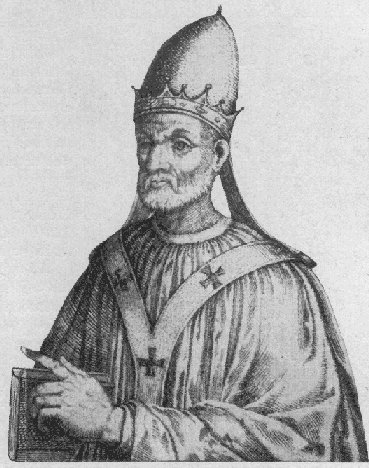
Martino IV